# Fabricant l'home perfecte
Fabricant l'home perfecte (títol original: Making Mr. Right) és una pel·lícula estatunidenca dirigida per Susan Seidelman i estrenada l'any 1987. Ha estat doblada al català

## Argument
Frankie Stone és una cotitzada assessora d'imatge de personatges famosos. Un dia rep una oferta poc usual: idear la campanya d'Ulysses, un androide d'última generació, dissenyat per realitzar viatges espacials i creat al gust de Jeff Peters.

## Repartiment
- John Malkovich: Dr.Jeff Peters / Ulysses
- Ann Magnuson: Frankie Stone
- Glenne Headly: Trish
- Ben Masters: Steve Marcus
- Laurie Metcalf: Sandy
- Polly Bergen: Estelle Stone
- Harsh Nayyar: Dr. Ramdas
- Hart Bochner: Don
- Susan Berman: Ivy Stone
- Polly Draper: Suzy Duncan
- Christian Clemenson: Bruce
- Merwin Goldsmith: Moe Glickstein
- Sid Raymond: Manny
- Sidney Armus: Jeweler
- Robert Trebor: Tux Salesman